# Cavite (provincie)
Cavite is een provincie van de Filipijnen. Het maakt deel uit van regio IV-A (CALABARZON) en ligt ten zuidwesten van Metro Manilla en ten noorden van de provincie Batangas en ten westen van Laguna op het eiland Luzon. De hoofdstad van de provincie is de gemeente Imus. Bij de census van 2015 telde de provincie ruim 3,6 miljoen inwoners.

## Mensen en cultuur

### Inwoners
Cavite had bij de officiële telling in 2000 2.063.161 inwoners. Ten opzichte van de vorige telling uit 1995 was het inwonertal 5,45% gegroeid. De schatting van het aantal inwoners in 2005 is ongeveer 2.121.000.

### Talen
De meest gesproken talen in Cavite zijn Tagalog, Chavacano en Engels. Daarnaast wordt als gevolg van het feit dat vele mensen oorspronkelijk uit andere provincies afkomstig zijn ook wel Bikol, Cebuano en Ilocano gesproken.

### Religie
Overeenkomstig de nationale statistieken is de meerderheid (87%) van de bevolking rooms-katholiek. 4% van de bevolking is lid van de Iglesia ni Cristo kerk, een kerk die zich heeft afgesplitst van de rooms-katholieke kerk. De meeste overige inwoners van Cavite zijn lid van andere christelijke kerken of zijn moslim.

## Geografie

### Topografie
Cavite is de kleinste provincie van de CALABARZON regio met een oppervlakte van 1287,5 km².

### Bestuurlijke indeling
Cavite bestaat uit de volgende 6 steden en 17 gemeenten.

#### Steden
- Bacoor
- Cavite City
- Dasmariñas
- Imus
- Tagaytay
- Trece Martires

#### Gemeenten
| - Alfonso - Amadeo - Carmona - General Emilio Aguinaldo - General Mariano Alvarez - General Trias - Indang - Kawit - Magallanes | - Maragondon - Mendez - Naic - Noveleta - Rosario - Silang - Tanza - Ternate |

Deze steden en gemeenten zijn onderverdeeld in 828 barangays.

## Demografie
Cavite  had bij de census van 2015 een inwoneraantal van 3.678.301 mensen. Dit waren 587.610 mensen (19,0%) meer dan bij de vorige census van 2010. Ten opzichte van de census van 2000 was het aantal inwoners gegroeid met 1.615.140 mensen (78,3%). De gemiddelde jaarlijkse groei in die periode kwam daarmee uit op 3,37%, hetgeen hoger was dan het landelijk jaarlijks gemiddelde over deze periode (1,72%).

De bevolkingsdichtheid van Cavite  was ten tijde van de laatste census, met 3.678.301 inwoners op 1574,17 km², 2336,7 mensen per km².

## Economie
Cavite heeft een snel groeiende economie als gevolg van de nabijheid van Metro Manilla. Veel bedrijven zoals Intel hebben hun fabrieken in een van de vele industrieterreinen.
Ook de landbouw draagt in belangrijke mate bij aan de economie van Cavite, met producten zoals rijst, kokosnoot, koffie, suikerriet, cacao, pinda's, graan, en vruchten zoals bananen, ananas, mango's, sinaasappels en papaja.
Uit cijfers van het National Statistical Coordination Board (NSCB) uit het jaar 2003 blijkt dat 12,5% (16.150 mensen) onder de armoedegrens leefde. In het jaar 2000 was dit 13,0%. Cavite was daarmee gemiddeld duidelijk minder arm dan het landelijk gemiddelde van 28,7% en stond 74e op de lijst van provincies met de meeste mensen onder de armoedegrens. Van alle 79 provincies, ten tijde van het onderzoek, stond Cavite 76e op de lijst van provincies met de ergste armoede.